# Samuel Marot

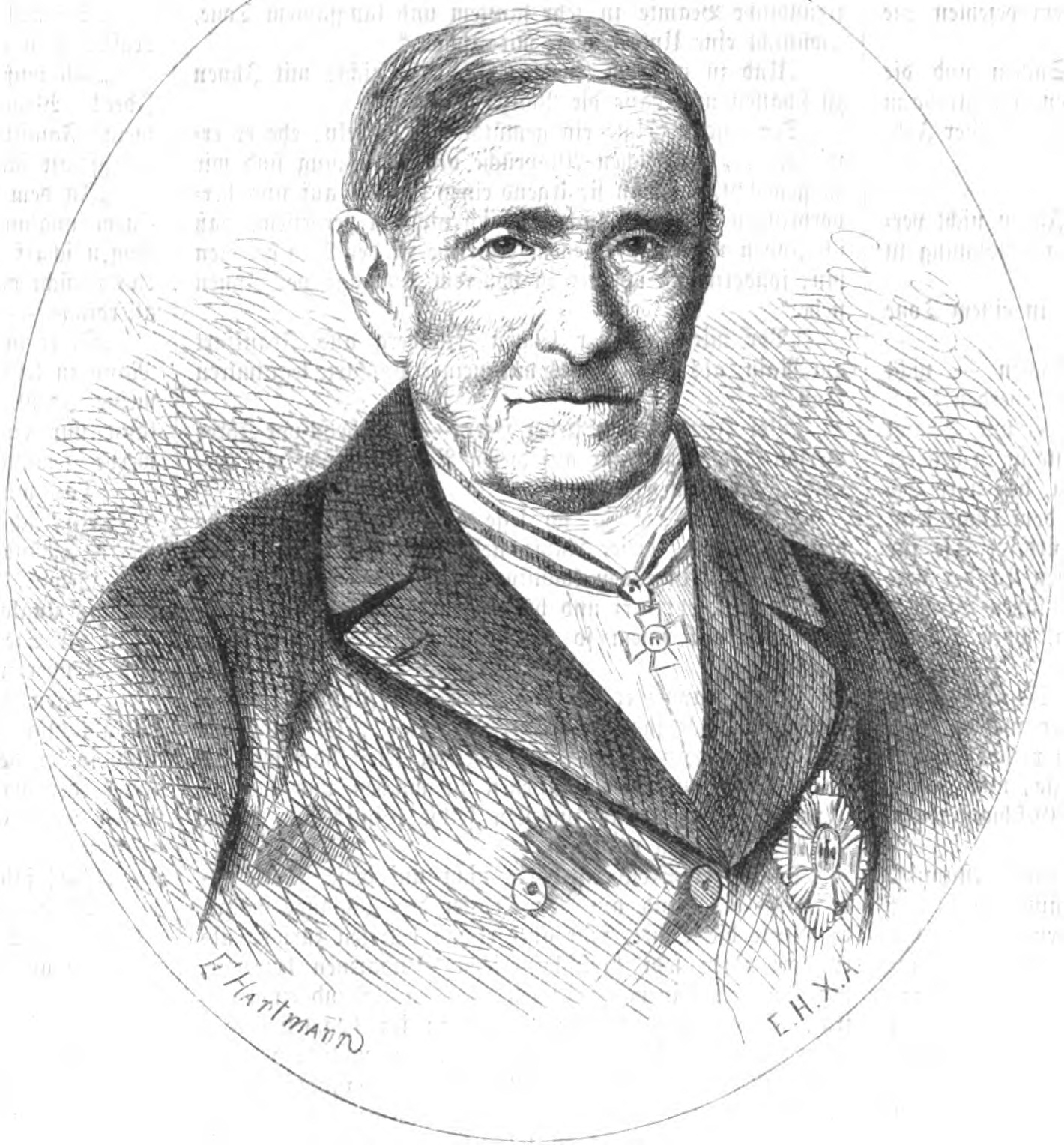
Samuel Marot. Grafik von Ernst Hartmann.

Samuel Marot (* 11. Dezember 1770 in Magdeburg; † 12. Oktober 1865 in Berlin) war ein deutscher evangelischer Theologe und Freimaurer.

## Leben
Nach seinem Schulbesuch in Magdeburg begann Marot an der Universität Frankfurt (Oder) Theologie zu studieren. Bereits als Student knüpfte er dort Kontakte zu freimaurerischen Kreisen. Nach seinem Studium war er einige Zeit als Hauslehrer in Rheinsberg tätig.
Nach einer Tätigkeit als Lehrer in Berlin wurde Marot mit Wirkung vom 1. Juli 1798 zum Prediger an das Große Waisenhaus von Berlin bestellt. 1808 wurde er zum Prediger der reformierten Gemeinde an der Neuen Kirche zu Berlin ernannt. 1816 wurde er nebenamtlich reformierter Superintendent des Kirchenkreises Friedrichswerder. Er unterstützte die Union von Lutheranern und Reformierten von 1817 und übernahm 1827 auch das Superintendentenamt des lutherischen Kirchenkreises. Zusammen mit Friedrich Daniel Ernst Schleiermacher wurde er von der Berliner Synode beauftragt, das Berliner Gesangbuch zu bearbeiten und herauszugeben. Hier war auch Marots Lied Von des Himmels Thron enthalten.
Anlässlich seines 50-jährigen Dienstjubiläums wurde Marot 1846 zum Oberkonsistorialrat ernannt. Aus demselben Anlass verlieh ihm die Universität Berlin den Titel Dr. theol. h.c. Am 1. Juli 1858 wurde Marot zum 35. Ehrenbürger der Stadt Berlin ernannt (Zitat aus der Laudatio: Kein schöpferischer Geist der Wissenschaft, aber ein feiner vornehmer Verkünder des Evangeliums). Von König Friedrich Wilhelm IV. erhielt er im selben Jahr den Roten Adlerorden 2. Klasse.
Marot trat schon 1790 in Frankfurt einer Freimaurerloge bei. In Berlin schloss er sich 1798 der Loge Zur Verschwiegenheit an, einer Tochterloge der Großloge Zu den Drei Weltkugeln, und wurde später deren Meister vom Stuhl.

Ehrengrab von Samuel Marot in Berlin-Kreuzberg

Samuel Marot starb 1865 im Alter von 94 Jahren in Berlin. Beigesetzt wurde er auf dem evangelischen Friedhof II der Jerusalems- und Neuen Kirche vor dem Halleschen Tor. Die letzte Ruhestätte von Samuel Marot ist als Ehrengrab des Landes Berlin gewidmet. Da Marot Ehrenbürger von Berlin war, ist die Widmung – im Unterschied zur Mehrzahl der Berliner Ehrengräber – zeitlich nicht befristet.